# Grand-maître de la navigation
La charge de grand maître, chef et surintendant général de la navigation et commerce de France était un office de la monarchie française qui exista entre 1626 et 1669.

## Origine
La charge est créée en octobre 1626 dans un édit pris à Saint-Germain en Lay au bénéfice de Richelieu qui voulait unifier sous sa tutelle tout le commandement maritime. Cet édit est considéré depuis 2024 par la Marine Nationale comme marquant la naissance d'une marine d'état unifiée et permanente.
Par la suite Richelieu obtient en 1627 la suppression de la charge d'amiral de France ; en 1631 il devient amiral de Provence (ou des mers du Levant) et de Bretagne et, le 1er février 1636, il acquiert la charge de général des galères.
Richelieu concentre en ses mains les fonctions de secrétaire d'État à la Marine. Comme l'amiral de France auparavant, il est ainsi à la tête d'une juridiction particulière, la Table de marbre, qui jugeait les contentieux liés à la pêche, à la justice des ports notamment. En 1627, il crée le conseil de Marine, qui avait la charge d'examiner les prises de course mais aussi celle de préparer les règlements maritimes édictés par le grand-maître.
Cette charge de grand-maître passa par quelques titulaires différents, dont Maillé-Brézé et François de Vendôme. La charge de grand-maître de la navigation est alors supprimée.
À la suppression de la charge, ses attributions honorifiques, comme la présidence du conseil de Marine revinrent à l'amiral de France, et ses fonctions de commandement maritime au secrétaire d'État à la Marine.

## Titulaires
- 1626-1642 : Armand Jean du Plessis, cardinal de Richelieu
- 1642-1646 : Jean Armand de Maillé-Brézé, duc de Fronsac
- 1646-1650 : Anne d'Autriche
- 1650-1665 : César, duc de Vendôme
- 1665-1669 : François de Vendôme, duc de Beaufort, survivancier depuis 1650